# 呂雲生
呂雲生（Vincent Lui），男性，香港人，「亞視六君子」之一，前香港有線新聞有限公司（有線寬頻通訊集團（1097.HK）成員機構）助理新聞總監。
1984年，他畢業於香港中文大學新聞與傳播學系，曾加入現已倒閉的香港亞洲電視新聞部，擔任編輯一職。
他最為人熟悉的事件，是1994年6月「六四事件」五周年前夕，亞洲電視管理層臨時抽起六四紀錄片，他與其他五位亞視新聞資深員工，分別為李玉蓮、徐佩瑩、劉國華、潘福炎、盧永雄，試圖以辭職的人事手段令管理層收回成命，但失敗告終，六人離職，事件轟動一時，六人獲得「亞視六君子」的美譽。六人離職後，該台新聞部轉向衰落。
呂雲生接受訪問時稱，六位員工不是有組織行事，亦不是一定要離職，只是亞洲電視最終沒有挽留他們。
及後，呂雲生轉至香港有線電視新聞擔任編輯，仕途平步青雲，更升任為總編輯，負責日常新聞報道編排、策劃各項新聞播放安排、聘請員工，負責有線新聞台以至新聞部的日常運作。
2014年，他的其中一位上級、有線新聞第二把交椅－－新聞總監馮德雄因個人理由請辭，有說有線新聞執董趙應春屬意由亞視前新聞總監譚衛兒接替馮德雄，之後又有傳新聞總監一職由呂雲生頂上，但最終由總採訪主任黃餘發升為新聞總監。
呂雲生於2020年6月退休，遠離塵囂。